# Aleksa Kolaković
Aleksa Kolaković, né le 10 août 1997 à Podgorica, est un handballeur professionnel international serbe.
Il mesure 1,92 m et pèse 95 kg. Il joue au poste de demi-centre pour le club français du C' Chartres depuis la saison 2022-2023.

## Biographie
Le père d'Aleksa, Igor, est actuellement l'entraîneur de l'équipe d'Iran de volley-ball. Auparavant il a été entraîneur de l'équipe de Serbie de volley-ball pendant 8 ans et il a remporté 7 médailles. Igor est titulaire d'un baccalauréat en administration des affaires, diplômé en 1989 de la faculté d'économie de l'Université du Monténégro. La mère d'Aleksa, Sandra, était une joueuse de handball professionnelle, elle a remporté la Ligue des champions avec RK Krim en 2001 et elle a également une médaille de bronze du Championnat du monde en Italie en 2001 avec la Yougoslavie.  

## Carrière
Aleksa a commencé à jouer au handball à l'âge de 7 ans, son premier club fut le HRK Gorica en 2004. Toutefois le RK Gorica était un club de handball féminin. À cette époque, il s'agissait du seul club de la ville de Podgorica. En 2005,  il intègre son premier club masculin le RK Cepelin  qui à l'époque était dirigé par Miodrag Popović, ancien entraîneur du Monténégro. Aleksa joua avec d'autres futurs joueurs professionnels tels que Draško Mrvaljević, Vuko Borozan, Vladan Lipovina ... Après 8 ans passés au RK Cepelin, Aleksa déménage en Slovénie et commence à jouer pour le RD Slovan à Ljubljana. Après un an de bon travail avec Bojan Čotar, Aleksa déménagera en France et il poursuivra sa carrière au Saint-Raphaël Var Handball où il signe son premier contrat professionnel.

## Carrière internationale
Aleksa Kolaković joua dans un premier pour le Monténégro, son pays natal, en catégories jeunes mais ne participera à aucune rencontre officielle. Après deux ans d'absence, il joua cette fois-ci pour la Serbie où il fera deux compétitions. En 2014, il a participé au championnat d'Europe U18 avec la Serbie, qui terminera 13e sur 16 équipes. En 2015, il ne figurait pas sur la liste des 16 joueurs du championnat du monde U18 qui se déroulait en Russie. En 2016, il a joué le championnat d'Europe U20 au Danemark et il a terminé à la 14e place. 